# Wiedza o społeczeństwie (album)
Wiedza o społeczeństwie – siódmy i ostatni album studyjny płockiego zespołu Lao Che wydany 16 lutego 2018 przez Mystic Production, wyprodukowany przez Emade oraz „Wieżę”.
Na tej płycie zespół sięga do brzmień mogących kojarzyć się z muzyką rozrywkową lat osiemdziesiątych jednak podanych w charakterystyczny dla twórczości zespołu przetworzony sposób, nawiązujący do wielu gatunków muzycznych. Za produkcję płyty ponownie odpowiada Piotr „Emade” Waglewski oraz Filip „Wieża” Różański.
Tytułowa „Wiedza o Społeczeństwie” to saga o ludzkich perypetiach. Poczynania ludzi – ich słabości, obawy, wątpliwości, uczucia, spostrzeżenia i marzenia ukazane z perspektywy Człowieka, Polaka, Ziemianina.
Album dotarł do 1. miejsca polskiej listy przebojów – OLiS i uzyskał certyfikat platynowej płyty. Zdobywca Fryderyka 2019 w kategorii «Album Roku Rock».

## Lista utworów
Opracowano na podstawie materiału źródłowego.
1. „Kapitan Polska” – 4:06
2. „United Colors of Armagedon” – 3:33
3. „Nie raj” – 5:06
4. „Gott mit lizus” – 4:31
5. „Liczba mnoga” – 3:49
6. „Polak, Rusek i Niemiec” – 3:38
7. „Sen a’la tren” – 4:39
8. „Baśń tysiąca i jednej nocki” – 3:51
9. „Spółdzielnia” – 3:52
10. „Szkolnictwo” – 3:51
11. „Zbieg z Krainy Dreszczowców” – 5:05

## Twórcy
Opracowano na podstawie materiału źródłowego.
| - Rafał Borycki – gitara basowa, wokal - Michał „Dimon” Jastrzębski – perkusja - Hubert „Spięty” Dobaczewski – gitara, wokal - Mariusz „Denat” Denst – sampler - Maciej Dzierżanowski – instrumenty perkusyjne, sampler, melodyjka, wokal - Filip Różański – instrumenty klawiszowe, wokal, inżynieria dźwięku, miksowanie - Karol Gola – saksofon, flet, klarnet basowy |  | - Miłosz Pękala – wibrafon - Jacek Trzeszczyński – inżynieria dźwięku - Marek Schwartz – inżynieria dźwięku, zdjęcia, oprawa graficzna - Michał Dominowski – inżynieria dźwięku - Piotr „Emade” Waglewski – miksowanie, produkcja muzyczna - Jacek Gawłowski – mastering - Michał Dominowski – zdjęcia |

## Odbiór
Jacek Świąder w „Gazecie Wyborczej” przyznał płycie ocenę 5/5. Chwalił zespół za obfitość i zróżnicowanie zapożyczeń: „branie ze wszystkich półek strzępów motywów muzycznych i tekstów Lao Che niniejszym doprowadziło do perfekcji”. O warstwie tekstowej recenzent pisał: „Trudno znaleźć tekściarza – czy może już poetę – tak biegłego w języku, w opisywaniu społeczeństwa poprzez klejenie odprysków mowy potocznej, pokoleniowych odniesień i kodów kultury najwyższej jak Hubert Dobaczewski. (...) dajcie mi lepszą tekściarkę i tekściarza albo zamilknijcie na wieki”.
Marcin Cichoński z „Dziennika Gazety Prawnej” przyznał płycie notę 8/10. Podkreśla „aranżacje, które przywodzą natychmiastowe skojarzenie z latami osiemdziesiątymi, dyskoteką, rytmiką i pulsacją, która zachęca do wyskakania się”. Zwraca uwagę na zabawę formą: „gdybyśmy płytę w takiej formule nagraną otrzymali wcześniej, moglibyśmy zespół przekreślić lub nawet zaszufladkować w krainach wokółobciachowych”. O tekstach Spiętego pisze Cichoński: „choć to opowieść wychodząca poza granice Polski, a nawet globu, ciężko nie pomyśleć o tu i teraz, kiedy słyszymy «nie rzucim ziemi skąd nasz smród»”.
„Supernową raczej nie będzie” – pisze o albumie na łamach „Rzeczpospolitej” Jarema Piekutowski, choć podkreśla, że ciekawe jest jego „cudownie syntetyczne” brzmienie. Recenzent za słabszą stronę płyty uważa liryki: „Nie tak spójne i zwarte, nie tak uderzające jak na Gospel czy Dzieciom. Niektóre niejasne, inne wtórne (...) Same słowne grepsy nie są w stanie uciągnąć niektórych tekstów”. Jednocześnie zwraca uwagę, że „ciągle pojawiają się zaskakujące, świeże sformułowania i nawiązania”. Według autora „zespół nadal ma w sobie dynamit”, choć samej płycie przydałoby się „więcej jednoznaczności, siły i emocji”.